# 삼성 갤럭시 폴더
삼성 갤럭시 폴더(Samsung Galaxy Folder)는 2015년 7월에 출시한 삼성전자 안드로이드 폴더 스마트폰이다.
대한민국 시장에서만 출시되었다. 이 전화기는 스마트폰과 플립폰 형태를 둘 다 갖추고 있다.